# 阿菲普斯基
阿菲普斯基（羅馬化：Afipskiy）是俄罗斯克拉斯诺达尔边疆区的市级镇，属谢韦尔斯卡亚区，位于库班河一支流阿菲普斯河（Афипс）河畔，在区行政中心谢韦尔斯卡亚东北、边疆区首府克拉斯诺达尔西南方，东北侧紧邻阿迪格共和国。
该地2021年人口有23,331人；2010年人口18,969；2002年人口17,977；1989年人口15,995。